# 韓文字體

《月印釋譜》中的板本體

韓文字體是指韓文（朝鮮文）在書法、印刷等領域使用的文字樣式。一般包括諺文和漢字部分。

## 歷史字體
- 版本體（판본체）[1]：又名正音體（정음체），由《訓民正音》所用的刻版字體演化而來，筆畫平實樸拙，類似於中文字體中的隸書。
- 宮書體（궁서체）：由宮廷中婦女使用的毛筆書法字體演化而來，筆畫細膩柔和。後經計算機化成為常用字體。

## 現代字體
由於南北韓分治，實際形成了兩套不同的字體體系。朝鮮目前唯一已知的字體製造廠商是平壤信息中心（평양정보쎈터；Pyongyang Informatics Centre），其開發的字體可代表朝鮮的主流字體使用；韓國字體則可以依據各電腦操作系統的字體攜帶與使用狀況。
南北韓對同一字體樣式的命名不盡相同，其與中文字體的比較如下：
| 中文字體       | 朝鮮民主主義人民共和國                        | 大韓民國                                    |
| -------------- | --------------------------------------------- | ------------------------------------------- |
| 宋體／明體     | 清峰體（청봉；Cheongpong）                    | 基本體（바탕；Batang）                      |
| 粗宋體／粗明體 | 光明體（광명；Kwangmyeong）                   |                                             |
| 黑體           | 千里馬體（천리마；Cheonrima）                 | 方黑體（돋움；Dotum） 圓黑體（굴림；Gulim） |
| 楷體 行楷      | 筆書體（붓글；Puskul） 玉流体（옥류；Ukryeo） | 宮書體（궁서；Gungsuh）                     |
| 雅黑體 正黑體  |                                               | 清黑體（맑은 고딕；Malgun Gothic）          |